# 弗里茨·赫肯拉特
弗里茨·赫肯拉特（德語：Fritz Herkenrath，1928年9月9日—2016年4月18日），德国男子足球运动员，场上位置是守门员。他曾代表西德国家队参加1958年国际足联世界杯，结果队伍获得第四名。